# Sakay (enclave)
Pour les articles homonymes, voir Sakay.
 (août 2025).
Sakay est une enclave construite à partir de rien par des immigrés réunionnais à Madagascar entre 1952 à 1977. Elle tient son nom de la Sakay, la rivière au bord de laquelle une ville nouvelle appelée Babetville a été édifiée dans le cadre de ce vaste projet politique avorté.

## Origines
Soutenue par le Bureau du développement de la production agricole au moment de sa création, la Sakay a été imaginée par Raphaël Babet et quelques autres personnalités politiques réunionnaises tout au début des années 1950.
À l'époque, Madagascar est encore une colonie française, et des Réunionnais ont déjà eu l'occasion d'y émigrer, notamment dans le sillage de la politique menée par Gallieni, dite « de pacification ». Ainsi, de 1896 à 1904, ils ont été chaque jour plus nombreux à s'y installer, par exemple dans la région de Tamatave et sur toute la côte en remontant jusqu'à Sambava. On a également déjà assisté à une vague d'installations réunionnaises à Antsalaka, mais aussi à Diego Suarez, où un corps militaire français était autrefois basé.
De son côté, La Réunion est alors confrontée à une forme de paupérisation et à une explosion démographique entamée à la fin de la Seconde Guerre mondiale. La situation apparaît particulièrement critique dans le cirque enclavé de Cilaos, où la misère sévit. Aussi, le projet obtient le soutien du maire Irénée Accot. Il séduira également Paul Badré, maire du Tampon à compter de 1953.
Ces considérations amènent Raphaël Babet à lancer une intense campagne d'information destinée à susciter des candidatures au départ. Elles seront nombreuses et émaneront surtout des habitants des Hauts de l'île, les petits Blancs des Hauts. Le projet engendrant par ailleurs des réactions très positives à Paris, il reçoit rapidement des crédits, notamment de la part du Fonds d'Investissement pour le Développement Économique et Social des Départements d'Outre-mer, le FIDOM. Le centre agricole créé à Madagascar bénéficiera de son soutien financier jusqu'en 1960, date à laquelle Madagascar devient indépendante et qui voit la création d'une Société professionnelle et agricole de la Sakay (SPAS) fonctionnant avec ses ressources propres et les crédits de l'État français.
Débarqués à Tamatave, les émigrés faisaient une journée de train jusqu'à la capitale Tananarive avant d'être trimbalés par camion à 150 km de là, dans ce qui n'était au départ qu'un désert rouge inhospitalier comptant moins de 0,4 habitant au kilomètre carré traversé par deux rivières, la Lily et la Sakay. Partout où portait le regard, il n'y avait que les grandes herbes de la bosaka et quelques rares arbres accrochés aux flancs de profondes vallées. La Sakay fut en effet établie en altitude, à 900 mètres, là où le climat devait être supportable pour les anciens habitants des massifs réunionnais.

## Développement
Bientôt, les stagiaires réunionnais partis par le biais du BUMIDOM, souffrant d'illettrisme et désireux de se rendre en métropole se succèdent dans le centre de formation mis en place par Alphonse Técher. Il est installé à Babetville, localité créée à partir de rien à compter de 1952. En 1964, le paysage alentour avait déjà changé et il existait dorénavant des infrastructures telles qu'un dispensaire, une maternité, un cinéma, des écoles, des hôtels et des coopératives sur place. Mais l'électricité est encore absente. Située à seulement 150 km, la capitale malgache était encore à quatre heures de route en saison sèche, à une journée après la pluie.
Rapidement, on trouve malgré tout à la Sakay différents silos, une usine à provende et des élevages bovins qui participent à l'amélioration de la race zébue et exportent leur production jusqu'à la capitale et La Réunion. On y trouve également une gigantesque porcherie qui se développe particulièrement vite et devient bientôt la cinquième plus importante dans le monde. D'une façon générale, la région autrefois inculte se mute en une zone prospère où pousse le riz de montagne, semé comme le blé. Vue d'avion, la Sakay devient une immense tâche de verdure de 40 kilomètres de long et 60 de large se détachant sur le sol malgache.
En 1969, la Sakay n'abrite pourtant que 200 familles françaises, dont 169 de La Réunion. Si on y ajoute les familles malgaches qui y travaillent, on atteint 1 000 à 1 200 foyers regroupant un total de 3 500 à 4 000 personnes.

## Crise et disparition
L'indépendance de Madagascar en 1960 est l'occasion d'une première crise. Les rumeurs se mettent alors à courir que Réunionnais et Malgaches ne s'entendent pas et que les émigrés vont être expulsés par les seconds. Le 3 août 1961, après un voyage de deux jours dans le département français, le nouveau président malgache Philibert Tsiranana tente de les rassurer dans un discours à la presse qui l'interroge à l'aéroport de Gillot, d'où il va reprendre l'avion avec Robert Lecourt, ministre chargé des Départements et Territoires d'outre-mer.
Il affirme : « La Sakay ne pose pas beaucoup de problèmes. Les Réunionnais sont déjà là-bas. Ils y restent. Nous demandons à la France de faire à côté une Sakay malgache : c'est ce qui se fait actuellement. La preuve : nous avons même des maires réunionnais chez nous. Les Réunionnais ont droit de vote. Je ne crois pas qu'il y ait vraiment un problème réunionnais chez nous. À qualification égale, salaire égal. Les Réunionnais ne doivent pas s'inquiéter. Chez nous ils sont chez eux. »
Dès 1972, un slogan surgit toutefois dans la campagne de Madagascar : « Rendre la terre aux Malgaches ». Il est notamment scandé par les syndicats malgaches, bientôt soutenus par la CFDT. À La Réunion, les critiques se développent également dans la lancée du Parti communiste réunionnais (qui attaque le caractère colonialiste de l'initiative dès 1960).
En outre, à Madagascar, Didier Ratsiraka accède au pouvoir avec un esprit de revanche sur les Blancs. Il négocie avec Valéry Giscard d'Estaing un accord qui prévoit une exclusion des médias de la région, l'expulsion des Réunionnais dans le secret devenant peu à peu inéluctable aux yeux des deux gouvernements impliqués. Les familles réunionnaises se mettent à quitter la Sakay l'une après l'autre. En 1975, le personnel malgache n'hésite plus à faire grève.
Durant les derniers mois, les fermiers émigrés n'hésitent pas à percer des meurtrières dans les murs pour pouvoir tirer sur les Malgaches au cas où. Ceux-ci lancent des pierres sur les toits et abattent le bétail. Responsable réunionnais sur place, André Thibault essaie de maintenir le calme et d'empêcher le départ d'un coup de feu qui entraînerait la mise à mort des derniers migrants par la population résidente. Il parvient à obtenir de l'ambassade de France un inventaire et une évaluation des biens des fermiers sur le départ. Il obtient également que ceux qui avaient de l'argent malgache puissent le verser à la Paierie de France et être remboursés. Le gouvernement malgache le jette en prison mais il parvient à s'en sortir grâce à ses contacts. Après s'être caché pendant quinze jours, il quitte Madagascar par cargo au milieu de l'année 1977.
Les 85 familles réunionnaises qui restent encore sur place sont expulsées. Cinq s'installent à La Réunion. Les autres partent pour la métropole ou en Guyane, où leur condition s'apparente selon elles à celle des Pieds-noirs.
Quelques suicides furent à recenser dans les années qui suivirent l'expulsion. Une commission interministérielle ad hoc sera créée en 1981 pour tenter d'étudier le problème, mais les victimes ne seront aidées que par le conseil général de La Réunion et qu'à partir de 1983. L'Association pour la défense et l'insertion des familles de Réunionnais exploitants rapatriés de la Sakay (ADIRERS) a défendu leurs intérêts durant ces années.